# Cromlech von Xerez
Koordinaten: 38° 27′ 12,3″ N, 7° 22′ 15,5″ W
Das Megalithbauwerk Cromlech von Xerez (portugiesisch Cromeleque do Xerez) lag etwa 3,0 km südlich von Monsaraz, 100 m westlich der Straße nach Mourão im Alentejo in Portugal. Inzwischen ist das Monument, das vermutlich auf das 4. oder 5. Jahrtausend v. Chr. zurückgeht, nach Telheiro, nördlich von Monsaraz, verlegt worden.

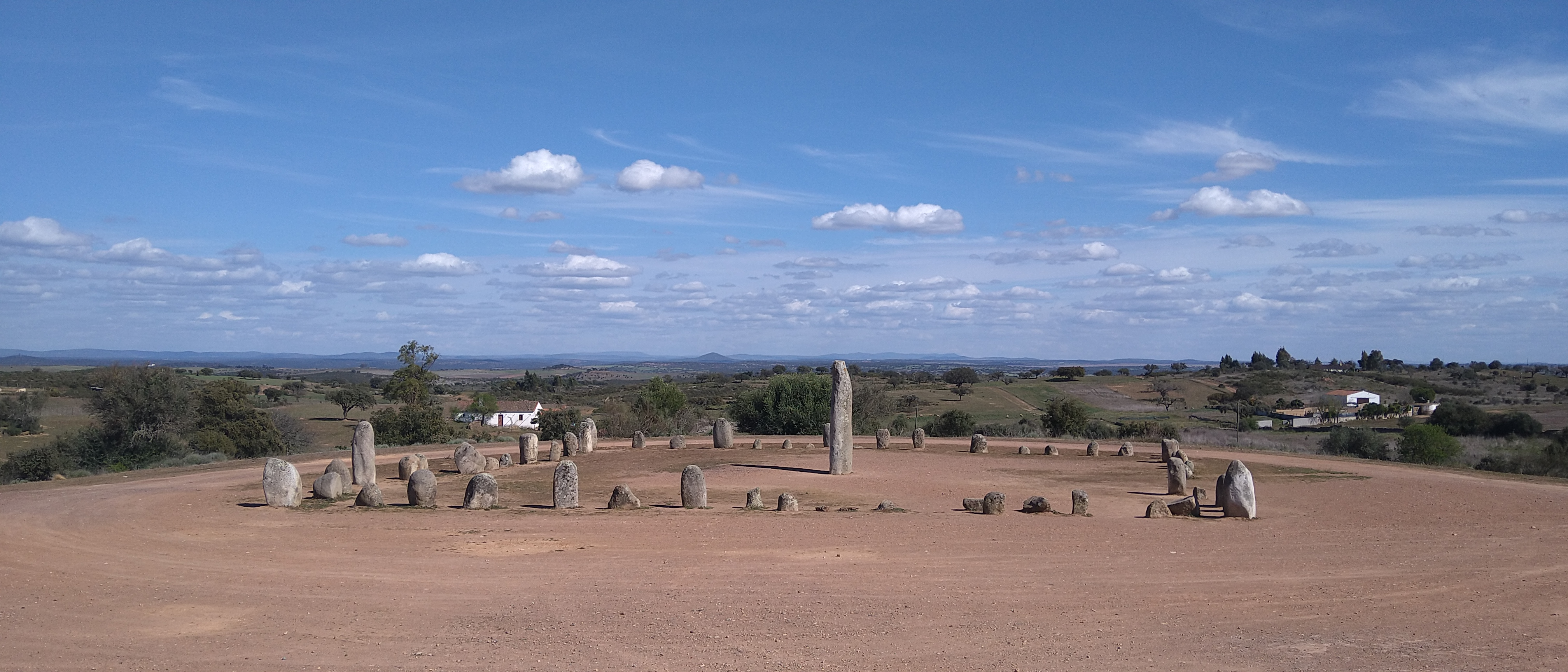
Versetzter Cromlech von Xerez (2022)

Die völlig aus dem Rahmen der portugiesischen Cromlechs bzw. Steinkreise fallende rechteckige Anordnung der etwa 50 kleinen Menhire um einen Größeren beruht nicht auf einem Befund, sondern entspricht der Vorstellung ihres Entdeckers. Keiner der kleinen Steine befindet sich in situ. Der zentrale, größere phallische Menhir ähnelt anderen, allein stehenden Menhiren wie dem Menhir von Almendres oder dem von Oteiro. Die zentrale Aufstellung erinnert an die Portela de Mogos.
Die kleineren Steine wurden 1968 an einer tiefer gelegenen Stelle gefunden und um den großen Menhir herum aufgestellt; später dann an den heutigen Standort gebracht, um sie vor der Überflutung durch den im Jahre 2002 fertiggestellten Alqueva-Stausee zu bewahren. Eine topografische Untersuchung identifizierte nur 12 Steine als Teil des Cromlech, trotz der 55 im aktuellen Plan.